# Батумская мечеть
Батумская мечеть или Орта Джаме (груз. ბათუმის მეჩეთი или груз. ორთა ჯამე) — единственная работающая мечеть в городе Батуми. Еще есть мечеть Адлия.

## История
Батумская мечеть была построена в 1886 году по заказу семьи дворянина мусульманина грузинского происхождения Аслана-бека Химшиашвили. Мечеть была построена между двумя другими мечетями Азизе Джаме и Ахмед-паша Джаме. Отсюда пошло название мечети — Орта Джаме или Орта Джами, потому что в переводе с турецкого «Orta» означает «средний», «находящийся посередине». C 1932 по 1946 год мечеть была закрыта советскими властями. В 1946 году мечеть вновь возобновила работу.

## Описание
Мечеть представляет собой двухэтажное здание белого цвета. Имеет один минарет и позолоченный купол. Стены мечети были расписаны братьями Лаз. Является единственной действующей мечетью в Батуми.